# Piazza dei Tre Re
La piazza dei Tre Re è un piccolo slargo nel centro storico di Firenze, situato tra via de' Calzaiuoli e piazza della Repubblica. Vi si accede dal vicolo dell'Onestà, dal vicolo di Ferro o da un passaggio coperto nella riproduzione della torre dei Romaldelli. La piazzetta è particolarmente significativa dal punto di vista storico-urbanistico, perché rappresenta un raro rimasuglio della Firenze medievale in un'area altrimenti profondamente interessata dal risanamento ottocentesco. 

## Storia

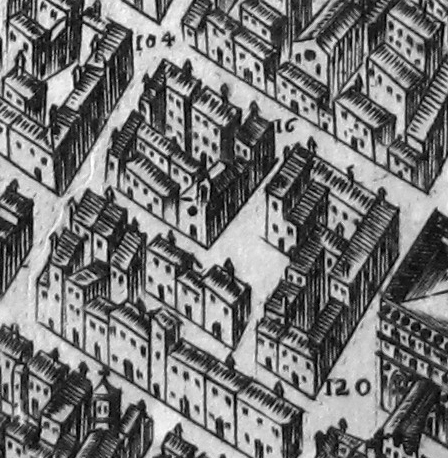
Piazza dei Tre Re coi vicoli adiacenti nella pianta del Buonsignori (1584)

L'attuale piazza dei Tre Re era il cuore dei possedimenti della famiglia dei Macci, e l'antico nome della piazza, "Corte de' Macci", testimonia chiaramente come questa fosse una sorte corte privata. Il nome attuale invece deriva da un'antica locanda dall'insegna pretenziosa prima di "Albergo del Re" e poi "dei Tre Re", esistente almeno dal XIV secolo. Nella pianta del Buonsignori del 1584 si vede in questa piazza una chiesetta con campanile a vela della quale però non si ha altra notizia: forse si tratta di una delle rare sviste del cartografo. In quel punto comunque nel catasto fiorentino del 1427 era registrato l'albergo dei Macci, da identificare probabilmente con l'albergo del Re.
Nel Settecento la piazza si chiamò anche "piazza Coroncina", sempre dal nome, nel frattempo mutato, dell'osteria, avente una piccola corona sul portale, come si vede in un disegno di Baccio del Bianco.
Il chiasso di Ferro, oggi vicolo del Ferro, deve il suo nome a Federigo, detto Ferro, dei Romaldelli, famiglia che qui ebbe una torre; in origine si prolungava fino a via degli Speziali e oggi vi si trova un tabernacolo moderno e, sulla cantonata posteriore del palazzo dell'Arte dei Beccai, uno stemma di questa corporazione. Il vicolo dell'Onestà, già chiasso dei Macci, ebbe questo nome quando nel 1571 venne a risiedere nella piazza il Magistrato dell'Onesta: vi facevano parte otto cittadini estratti a sorte (due per quartiere) che avevano suprema autorità sulle meretrici, emettendo il bullettino di libero esercizi, stabilendo i prezzi e i luoghi dove svolgere tale attività, commiserano multe e pene alle trasgreditrici. Nel vicolo si trova oggi un tabernacolo con l'Annunziata della basilica dei Serviti.
Un terzo vicolo, detto degli Elisei e poi della Coroncina, sbucava pure su via degli Speziali, passando a metà della piazza. Gli Elisei era una famiglia che aveva case e un loggia in questa zona, e da cui si originò la famiglia degli Alighieri.
Non è chiaro perché le demolizioni si arrestarono a questa corte interna: si può ipotizzare che, sopravvissuta alla sistemazione di via dei Calzaioli pochi anni prima, non fosse vista come area degradata in cui rimettere le mani. Si salvò così l'unica corte "di famiglia" del centro di Firenze, mentre cadevano sotto i colpi del piccone altre piazzette simili dei Della Luna, degli Amieri, dei Tosinghi, dei Brunelleschi, degli Agli, ecc.

## Descrizione

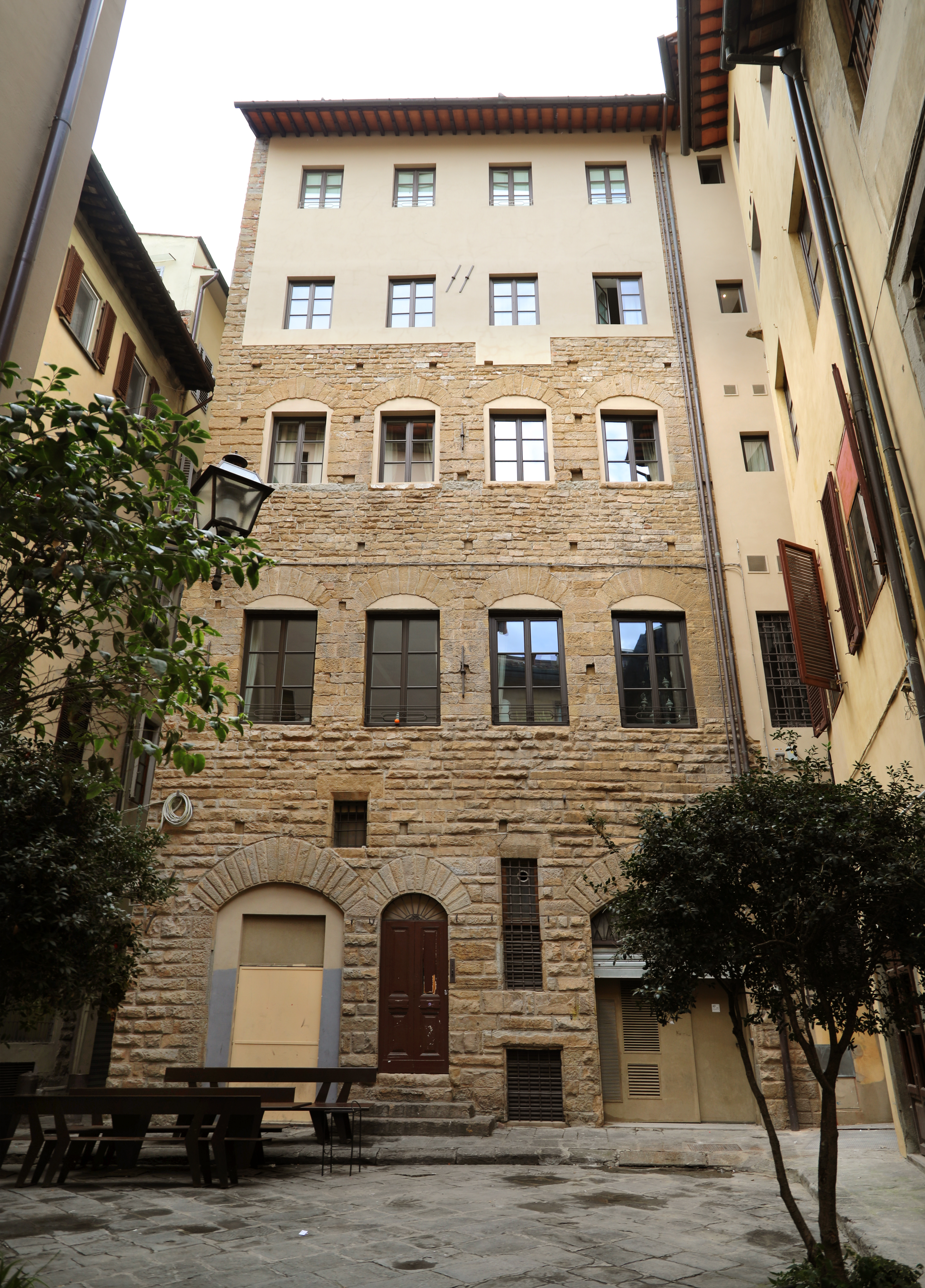
Il palazzetto dei Macci

Probabilmente nell'angolo tra la via di Orsanmichele e via dei Calzaiuoli dovette esistere un'alta e antica torre dei Macci, costruita entro il 1208 e demolita nel 1385. Nella corte resta oggi invece un altro alto edificio, sul lato est che corrisponde oggi al retro del palazzo Calzaiuoli. Presenta al piano terra un paramento a bugnato originale. 
La famiglia Macci ebbe qui anche una loggia, come dichiarato nel catasto del 1427 da Antonio di Schiatta de' Macci: secondo Carocci si sarebbe trovata nella metà occidentale della piazza (ipotesi non confermata dagli scavi ottocenteschi), ma è più probabile che i suoi resti siano da individuare nelle arcate di bugnato sul lato nord della piazzetta, afferenti oggi al palazzo in via dei Calzaiuoli 5. Alla base dei pilastri di queste arcate si vedono le tracce di quella che potrebbe essere stata una panca di via in muratura, tipica delle logge fiorentine. 
L'Albergo dei Tre Re doveva trovarsi pure sul lato nord. nella chiesa di Sant'Andrea si conservava almeno fino al XVI secolo la lastra tombale di uno dei suoi antichi gestori, Matteo di Gherardo. 
Vi si trovano oggi anche i lati posteriori del palazzo dell'Arte dei Beccai (a sud), del palazzo della Rinascente (angolo nord-ovest) e della sede storica del Banco di Sicilia (lato ovest). L'osteria doveva forse trovarsi, per esclusione, sul lato nord, verso via dei Calzaiuoli.

## Note

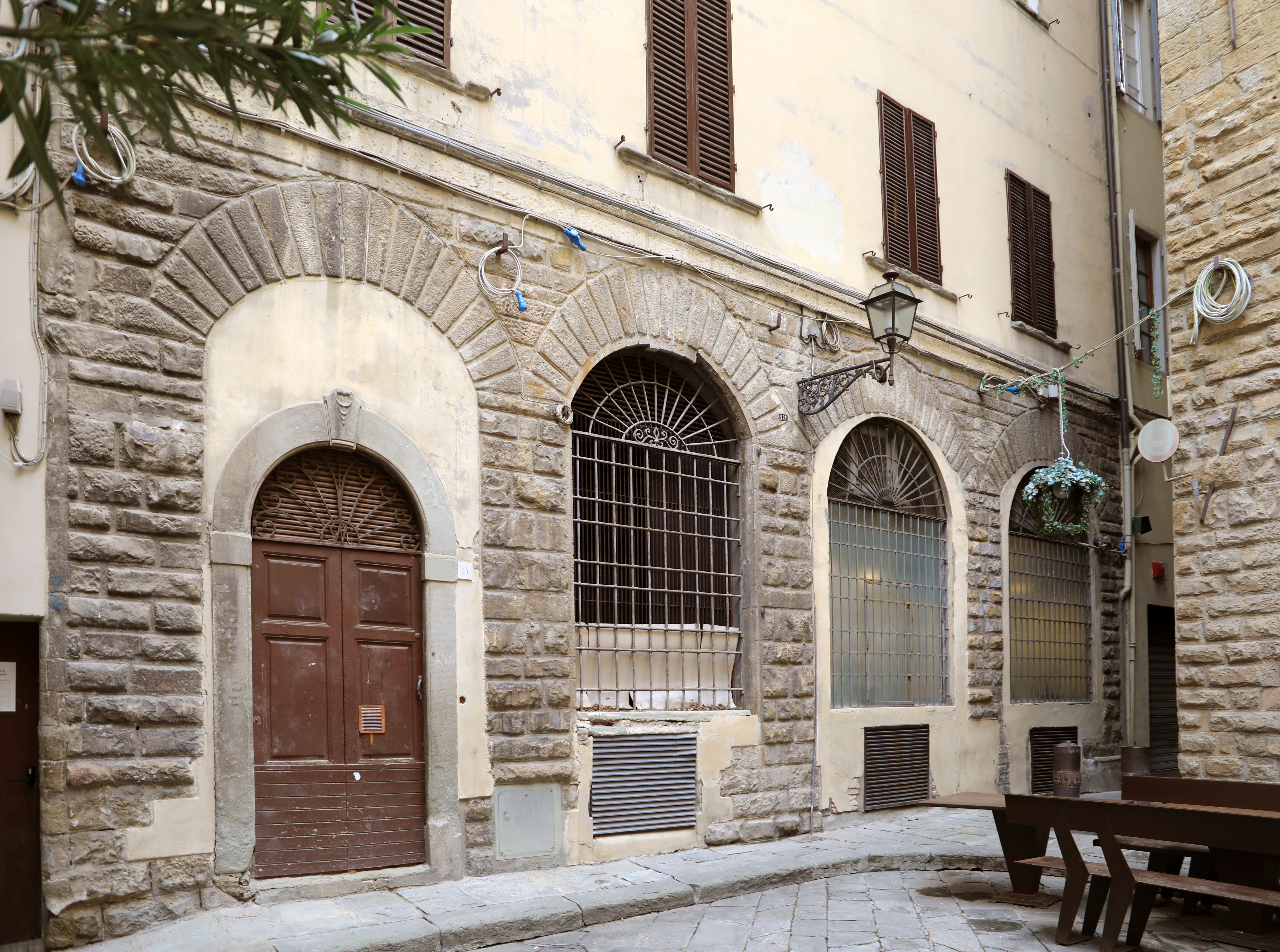
Possibile sito della loggia dei Macci